# Monte Fisht
O Monte Fisht (em russo: Фишт) é um pico localizado nas montanhas do Cáucaso ocidental, na Adiguésia, Rússia.
Forma junto com o Oshten e o Psekho-Su o maciço Fisht-Oshtenski. Os cumes do maciço, avançando de ocidente para oriente, são os primeiros do Cáucaso de tipo alpino, sendo o Fisht o pico mais ocidental do Cáucaso que tem glaciares na sua encosta (glaciares Bolshoi Fishtinski e Mali Fishtinski). Desde 1994 que se investiga no maciço o sistema de cavernas Belaya zviazdochka, que é considerada a caverna mais profunda da Rússia.